# Двуугольник
Двуугольник — многоугольник с двумя сторонами и двумя углами.
В евклидовой геометрии двуугольник считается вырожденной фигурой, так как его две стороны совпадают.
В сферической геометрии четыре двуугольника образуются при пересечении двух больших окружностей.

## Свойства
- Площадь сферического двуугольника определяется формулой {\displaystyle S=2\alpha R^{2}}, где {\displaystyle R} — радиус сферы, а {\displaystyle \alpha } — угол двуугольника в радианах.
  - С помощью формулы для площади двуугольника на сфере можно вывести формулу для площади сферического треугольника[1].

## Вариации и обобщения
Термин «двуугольник» иногда используется для плоской фигуры, ограниченной двумя дугами окружностей или двумя гладкими кривыми с общими концами.
В последнем случае употребляется термин криволинейный двуугольник.
Такой двуугольник можно назвать луночкой.
Частным случаем дуговых двуугольников являются луночки Гиппократа — фигуры, указанные Гиппократом Хиосским (V в. до н. э.), каждая из которых ограничена дугами двух окружностей и для каждой из которых с помощью циркуля и линейки можно построить равновеликие многоугольники.